# Rory Reid
Rory Reid is een Brits journalist en tv-presentator gespecialiseerd in auto's en technologie. Hij presenteerde op Sky Television Gadget Geeks, het CNET's Car Tech kanaal en het YouTube-kanaal Fast, Furious & Funny. Hij is ook hoofdredacteur van de website Recombu en heeft gewerkt op BBC Radio 5 Live's Saturday Edition als een technologie-journalist.
Op 11 februari 2016 kondigde Chris Evans aan dat Reid een van de nieuwe presentatoren zal zijn van het vernieuwde Top Gear dat zijn 23e seizoen ingaat in 2016. Hij werd geselecteerd via een open auditieprocedure die de BBC had ingericht.